# Noodstudio Lopik
De noodstudio Lopik is een bunker gevestigd aan de Biezendijk 3 in Lopikerkapel (gemeente Lopik) nabij de Gerbrandytoren.
De bunker is in de aanloop naar de Koude Oorlog aangelegd op het terrein van het NOZEMA gebouw en is een van de vier noodstudio's in Nederland welke onder crisis- (opstand) en oorlogsomstandigheden gebruikt zouden kunnen worden. De bunker was eigendom van de Rijksvoorlichtingsdienst.
In de bunker was een omroepstudio, versterkerstation en een omroepzender van de middengolf (747 kHz) aanwezig. De bunker was zo ingericht dat men via de ingang eerst door een ontsmettingsruimte moest gaan voordat de bunker zelf betreden kon worden. Ook waren er levenssystemen aanwezig waardoor het ook tijdens zware omstandigheden gewoon kon functioneren.

## Constructie
De bunker ligt op een zandpakket zonder fundering, op deze manier zou hij de ontploffing van een kernwapen van 20 kiloton op een kilometer afstand kunnen weerstaan. Door het gebrek aan fundering en een speciale constructie kan de bunker elke richting op 30 meter vrij bewegen en een hoek aannemen van maximaal 35 graden.

## Tegenwoordig
Rond 1990 is bepaald dat de bunker niet meer continu in staat van paraatheid hoeft te zijn. In 2002 is de zendapparatuur verwijderd omdat deze te ver verouderd zou zijn. De levenssystemen en noodantennes worden heden ten dage nog steeds onderhouden en bij het portiershuisje is fundering voor luchtafweergeschut geplaatst wat inhoudt dat deze bunker binnen 24 uur weer volledig operationeel zou kunnen zijn. Van oktober 2008 tot september 2017 was het Omroep Zender Museum in de bunker gevestigd. In 2016 verkocht eigenaar KPN het voormalige zendercomplex van de Nozema waar de bunker een onderdeel van is aan een projectontwikkelaar.